# Legends of Tomorrow
DC's Legends of Tomorrow, ou simplesmente Legends of Tomorrow, é uma série de televisão americana desenvolvida por Greg Berlanti, Marc Guggenheim, Andrew Kreisberg e Phil Klemmer, que também são produtores executivos com Sarah Schechter e Chris Fedak. É transmitida pela emissora The CW, e estreou em 21 de janeiro de 2016. A série, baseada em personagens da DC Comics, é um spin-off de Arrow e The Flash, e se passa no mesmo universo fictício. A série foi anunciada no primeiro semestre de 2015, com ordem de 16 episódios para a primeira temporada, que estreou em 21 de janeiro de 2016. A segunda temporada estreou em 13 de outubro de 2016.
Em maio de 2022, a série foi cancelada.
No Brasil, a série é exibida pela Warner Channel e pela Rede Globo.

## Sinopse
No ano de 2166, o vilão imortal Vandal Savage está prestes a conquistar sua vitória final — trazer o caos total e a destruição à humanidade. Enquanto o mundo sucumbe, o Mestre do Tempo Rip Hunter tenta resolver as coisas por conta própria. Para isso, ele viaja 150 anos no passado a fim de selecionar cuidadosamente um time de heróis e bandidos para parar esta ameaça iminente. Juntos, este time inesperado tenta parar um dos vilões mais formidáveis de todos os tempos, ao mesmo tempo em que aprendem não apenas a ser um time, mas também heróis.

## Episódios
| Temporada | Temporada | Episódios | Episódios | Originalmente exibido | Originalmente exibido |
| Temporada | Temporada | Episódios | Episódios | Estreia da temporada  | Final da temporada    |
| --------- | --------- | --------- | --------- | --------------------- | --------------------- |
|           | 1         | 16        | 16        | 21 de janeiro de 2016 | 19 de maio de 2016    |
|           | 2         | 17        | 17        | 13 de outubro de 2016 | 4 de abril de 2017    |
|           | 3         | 18        | 18        | 10 de outubro de 2017 | 9 de abril de 2018    |
|           | 4         | 16        | 16        | 22 de outubro de 2018 | 20 de maio de 2019    |
|           | 5         | 16        | 16        | 12 de outubro de 2019 | 29 de março de 2020   |
|           | 6         | 15        | 15        | 2 de maio de 2021     | 5 de setembro de 2021 |
|           | 7         | 13        | 13        | 13 de outubro de 2021 | 2 de março de 2022    |

### 1ª temporada (2016) - Vandal Savage / Mestres do Tempo
Rip Hunter, um Mestre do Tempo do ano de 2166, viaja 150 anos no passado e seleciona um time de heróis e bandidos para confrontar e derrotar Vandal Savage, um homem imortal que está prestes a conquistar o mundo e destruir a humanidade, causando caos total na Terra. Juntos como um time, eles abrem mão de tudo em suas vidas normais e viajam no tempo para parar este vilão que não ameaça somente a integridade do planeta, mas do próprio tempo como uma entidade.

### 2ª temporada (2016–2017) - Lança do Destino / Legião do Mal
O time é avisado por Rex Tyler / Homem-Hora que eles morrerão em 1942, em Nova York. Eles ignoram o aviso, deixando Mick em êxtase e espalhando-se pelo tempo. O historiador Nate Heywood / Cidadão Gládio resgata todos eles, exceto Rip, que permanece perdido por um curto período de tempo. Durante a missão de proteger a linha do tempo, o time conhece a Sociedade de Justiça da América. Quando Rex Tyler é assassinado por Eobard Thawne / Flash Reverso, Amaya Jiwe / Vixen se junta às Lendas. No entanto, o Flash Reverso ganha aliados ao longo do tempo, que incluem Damien Darhk, Malcolm Merlyn, e Leonard Snart; o objetivo deles é encontrar a Lança do Destino para reescrever a realidade.

### 3ª temporada (2017–2018) - Os Anacronismos / Mallus
Em Los Angeles, agora alterada, as Lendas encontram Rip, que revela que criou a "Agência do Tempo" para substituir o Conselho. Os agentes da Agência consertam os "anacronismos", e Rip separa as Lendas. Seis meses depois, as Lendas vivem vidas normais, nostálgicas em relação às suas aventuras anteriores. Em Aruba, Mick captura Júlio César e informa Sara, que leva Ray e Nate em uma missão para provar seu valor para a Agência. Depois de entregarem o homem errado e serem recusadas por Rip, as Lendas, juntamente com Jax e Stein, que está relutante, roubam o Cavaleiro do Tempo e capturam o verdadeiro César. Quando Rip exige que eles entreguem César para a Agência e deixem a Agência corrigir o anacronismo, as Lendas decidem levar César de volta para 49 a.C. Durante o retorno, César rouba o livro de história de Nate e usa esse conhecimento para conquistar o mundo. A Agência chega e assume a operação. Durante uma excursão para recuperar o livro, a Agente Sharpe é capturada, obrigando Rip a deixar as Lendas consertarem o anacronismo. Mais tarde, Rip diz para Sharpe que as Lendas podem ser úteis na neutralização do "Mallus". Em Zambesi, 1942, Amaya, ainda mais poderosa, ataca um grupo de caçadores furtivos que procuram prejudicar sua aldeia.

### 4ª temporada (2018–2019) - Fuga das Criaturas Mágicas / Neron
Após matarem o demônio Mallus, as Lendas estão prontas para relaxar até John Constantine informá-los que, em resolver um problema, eles criaram um ainda maior. Quando as Lendas deixaram o tempo desmoronar para libertar e derrotar Mallus, a barreira entre os mundos amolecida. A história está infectada com "Fugitivos" – criaturas mágicas de mitos e contos de fada. Tendo sido expulsas ao longo do tempo por pessoas como Constantine, eles está agora retornando ao mundo real em massa e bagunçando as coisas.

### 5ª temporada (2020) - Encores / Astra Logue / Tecelãs do Destino
A 5ª Temporada se divide em duas tramas principais: na primeira, as Lendas enfrentam “vilões” históricos ressuscitados por Astra (Olivia Swann) para eliminar o grupo; na segunda, a equipe busca por três anéis que formam o tecido do destino das Moiras, semideusas gregas

### 6ª temporada (2021) - Alienígenas
Sara Lance, foi sequestrada por alienígenas. A tripulação do Waverider, agora sem seu capitão, terá que utilizar todas as suas proezas e habilidades se quiserem salvar Lance. Nesse ínterim, as Lendas também terão que lidar com monstros, anomalias de tempo e ainda mais vilões inimigos do inferno.

### 7ª Temporada (2021) -
Depois que Sara, Ava, Behrad e Gary chegam na Cidade de Nova Iorque, eles encontram o Dr. Gwyn Davies, que não é o cientista que esperavam. Astra, Spooner e Gideon ainda estão tentando impedir que as Lendas usem a máquina do tempo, mas elas acabam encontrando alguns contratempos no caminho.

## Elenco e personagens

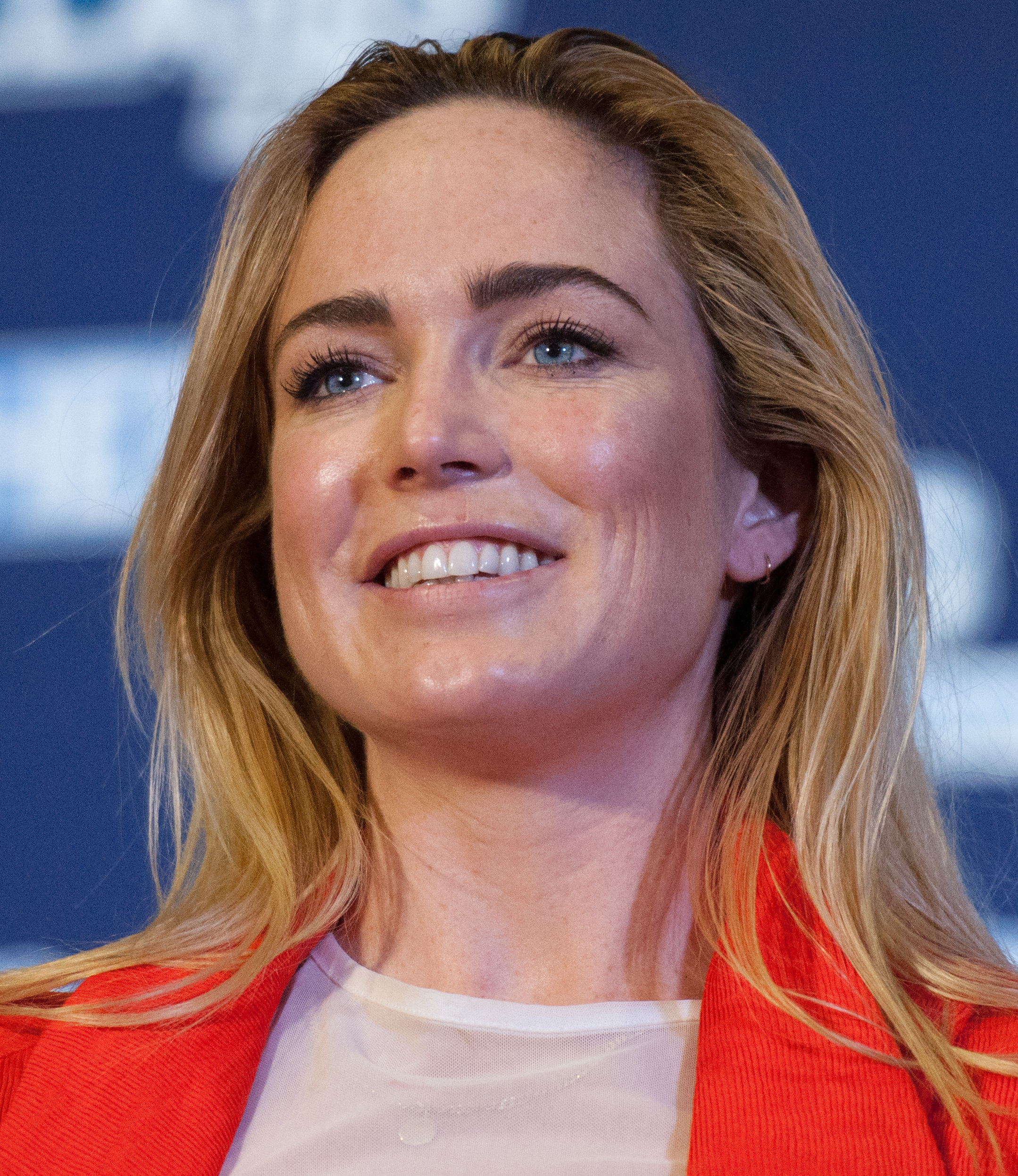
Caity Lotz estrela da série, presente desde a primeira temporada.

- Victor Garber como Martin Stein / Nuclear (temporadas 1–3, convidado na temporada 7):

Um físico nuclear especializado em transmutação e também na metade do super-herói Nuclear com Jefferson Jackson. Durante a "Crise na Terra-X", ele se sacrifica para ajudar os heróis a escaparem da Terra-X. Aparece posteriormente em um flashback na última temporada. Graeme McComb interpreta um jovem Stein nas décadas de 1970, 1980 e 1990. O personagem foi introduzido pela primeira vez em The Flash.
- Brandon Routh como Ray Palmer / Átomo (temporadas 1–5, convidado na temporada 7):

Um cientista, inventor, empresário e ex-CEO da Palmer Technologies que desenvolveu um traje poderoso capaz de encolher e crescer em diversos tamanhos. O personagem foi introduzido pela primeira vez em Arrow.
- Arthur Darvill como Rip Hunter (temporadas 1–2, recorrente na temporada 3 e convidado na temporada 7):

Um viajante do tempo e líder da equipe, que esconde as tensões de ser responsável pela própria história por trás de uma fachada de charme e inteligência. Seu objetivo é derrotar Vandal Savage, seu arqui-inimigo ao longo do tempo, a fim de salvar o mundo e sua família. Aiden Longworth interpreta um jovem Rip Hunter. Na segunda temporada, Rip desaparece e dá o comando do Waverider para as Lendas. Mais tarde, ele volta, primeiro como um estudante de cinema nos anos 1960, que não se lembra de sua vida passada, depois como um assassino com lavagem cerebral que trabalha para a Legião e depois volta ao seu eu original. Ele permanece na equipe por um tempo, mas parte quando percebe que as lendas não precisam mais dele como capitão. Na terceira temporada, ele é o fundador e líder da Agência do Tempo. No final da terceira temporada, Rip se sacrifica para que as Legndas escapem do demônio do tempo, Mallus.
- Caity Lotz como Sara Lance / Canário Branco:

Um vigilante de Star City e ex-membro da Liga dos Assassinos sofrendo com problemas de raiva depois de ser ressuscitada pelo místico Poço de Lázaro. Na segunda temporada, Sara se torna a líder das lendas e capitã da Waverider. a personagem é parcialmente baseada na Canário Negro e foi introduzida pela primeira vez em Arrow.
- Franz Drameh como Jefferson "Jax" Jackson / Nuclear (temporadas 1–3, convidado na temporada 7):

Um ex-atleta do ensino médio de Central City, cuja carreira profissional foi atrapalhada por uma lesão e agora trabalha como mecânico de automóveis. Ele serve como a outra metade do super-herói Nuclear com Martin Stein. Depois que Stein morre, Jax decide deixar a Waverider e retornar ao presente, pois ele não é mais um metahumano. Os produtores decidiram criar Jax como a outra metade do Nuclear para que ele fosse alguém com 20 e poucos anos e diferente do Nuclear de Ronnie, trazendo comédia e camaradagem junto do Stein.  O personagem foi introduzido pela primeira vez em The Flash.
- Ciara Renée como Kendra Saunders / Mulher-Gavião (temporada 1):

Uma jovem que está apenas começando a descobrir que foi reencarnada repetidamente ao longo dos séculos. Quando provocada, sua antiga persona guerreira se manifesta junto com as asas que crescem em suas costas. Ela escolhe deixar o time no final da primeira temporada.  Saunders também é conhecida por seu nome egípcio Chay-Ara e Edith Boardman na série. Anna Deavere Smith interpreta uma Kendra mais velha em 1871, conhecida como Cinnamon. O personagem foi introduzido pela primeira vez em The Flash.
- Falk Hentschel como Carter Hall / Gavião-Negro (temporada 1, convidado na temporada 7):

A última reencarnação do príncipe egípcio Khufu, que está fadado a reencarnar ao longo do tempo, juntamente com sua alma gêmea Kendra, com poderes semelhantes aos dela. Uma versão reencarnada é recrutada por Vandal Savage, onde ele é conhecido como Scythian Torvil antes de se lembrar de sua vida como Carter Hall. Ele escolhe deixar a equipe no final da primeira temporada. Hall também é conhecido pelo nome de Joe Boardman na série. Hentschel foi creditado como participação especial em suas aparições subsequentes na primeira temporada após a morte do personagem em "Piloto, Parte 2." O personagem foi introduzido pela primeira vez em The Flash.
- Amy Pemberton[a] voz de Gideon:

A inteligência artificial do Waverider. Pemberton retrata uma versão física do personagem no episódio da segunda temporada, "A Terra dos Perdidos", no episódio da terceira temporada ""Lá Vou Eu de Novo"" e no episódio da quarta temporada "Lendas do A-Miau-Miau". Uma versão alternativa de Gideon (dublada por Morena Baccarin) foi introduzida pela primeira vez em The Flash.
- Dominic Purcell como Mick Rory / Onda Térmica (temporadas 1 a 6):

Um incendiário, criminoso de carreira e cúmplice de Leonard Snart que, ao contrário de seu parceiro, usa uma pistola de calor capaz de queimar quase tudo. Depois de ser abandonado no passado por Snart, ele é recrutado pelos Mestres do Tempo e se torna o caçador de recompensas Chronos, que caça as lendas, mas depois se junta à equipe. Mitchell Kummen interpreta um jovem Rory. O personagem foi introduzido pela primeira vez no The Flash.
- Wentworth Miller como Leonard Snart / Capitão Frio (temporada 1, recorrente na temporada 2,  convidado nas temporadas 3 e 7):

O filho de um criminoso de carreira que se volta para a vida rápida e fácil do crime e usa uma arma criônica para congelar objetos e pessoas. Trestyn Zradicka interpreta um jovem Leo. No final da primeira temporada, Snart se sacrifica para salvar seu time. Na segunda temporada, a Legião do Mal recruta uma versão anterior de Snart antes de se juntar à equipe com a promessa de evitar sua futura morte. Após a derrota da Legião, Mick retorna Snart ao momento exato em que ele foi recrutado pela Legião, limpando suas memórias no processo e garantindo que Snart acabe se juntando às Lendas. Durante o evento "Crise na Terra-X", uma versão do universo paralelo da Terra-X, Leonard "Leo" Snart é apresentada; Leo se junta temporariamente às lendas. O personagem foi introduzido pela primeira vez no The Flash.
- Matt Letscher como Eobard Thawne / Flash-Reverso (temporada 2, convidado na temporada 7):

Um velocista supervilão do futuro e o arqui-inimigo do Flash. Ele é o líder da Legião do Mal. Seu objetivo era evitar ser morto por Eddie Thawne em The Flash. No final da 2ª temporada, ele é derrotado pelas Lendas e pelo Flash Negro, aparentemente apagando Thawne da existência mais uma vez. O personagem foi introduzido pela primeira vez em The Flash.
- Maisie Richardson-Sellers como Amaya Jiwe / Vixen (temporadas 2–3) e Charlie (temporadas 4-5):

Membro da Sociedade da Justiça da América na década de 1940, capaz de canalizar magicamente as habilidades do reino animal graças ao misterioso Tantu Totem. Ela é a avó de Mari McCabe, interpretada por Megalyn Echikunwoke em outras séries do Universo Arrow.  No final da 3ª temporada, ela retorna a Zambesi. Charlie é apresentado na quarta temporada como um "fugitivo mágico que escapa" da brecha que a equipe da Waverider abriu. Ela é uma metamorfo que toma a forma de Amaya durante uma briga com as lendas na esperança de que elas não ataquem um amigo. Ela é congelada nessa forma durante o encontro e capturada pelas lendas. Ela finalmente recupera seus poderes mágicos, mas continua a usar a forma de Amaya. Ela é uma lutadora formidável e sabe muito sobre os outros fugitivos mágicos.
- Nick Zano como Nate Heywood / Cidadão Gládio (temporadas 2-7):

Um historiador de Star City que ganha a capacidade de se transformar em uma forma de aço e é neto do Comandante Gládio, membro da Liga da Justiça da América.
- Tala Ashe como Zari Tomaz (temporadas 3–4) e Zari Tarazi (temporada 5-7):

Uma hacker de computador de 2042 que possui poderes aerocinéticos de um amuleto místico. No final da quarta temporada, o futuro em que Zari veio, muda, resultando em seu desaparecimento e sendo substituída por seu irmão Behrad Tarazi, com o Lendas não tendo lembranças dela.
- Keiynan Lonsdale como Wally West / Kid Flash (temporada 3):

Um velocista de Keystone City, e mais tarde Central City, que foi orientado por Barry Allen. Ele é filho de Joe West e irmão de Iris West e procura seu lugar no mundo. O personagem foi introduzido pela primeira vez em The Flash.
- Jes Macallan como Ava Sharpe (temporadas 4-7, recorrente na temporada 3):

A diretora da Agência do Tempo e o interesse amoroso de Sara Lance.
- Matt Ryan como John Constantine (temporadas 4-6, recorrente na temporada 3) e Gwyn Davies (temporada 7):

Um mago / bruxo inglês, detetive oculto e vigarista. Ryan faz parte do elenco principal, mas é creditado nos títulos de abertura como participação especial. Ryan foi promovido para o elenco principal na quarta temporada da série, reprisando seu papel como Constantine da série de curta duração Constantine.
- Courtney Ford como Nora Darhk (temporadas 4-5, recorrente na temporada 3 e convidada na temporada 7):

A filha do super-vilão morto Damien Darhk e o interesse amoroso (depois esposa) de Ray Palmer. O eu mais jovem do personagem foi introduzido pela primeira vez em Arrow.
- Ramona Young como Mona Wu (temporada 4, convidada na temporada 5):

Uma jovem obcecada por romances de fantasia que é "uma espécie de especialista no mundo das criaturas mágicas que as lendas encontram". Ela trabalha para a Agência do Tempo.
- Olivia Swann como Astra Logue (temporadas 5-7, convidada na temporada 4):

Uma mulher condenada ao inferno quando criança, após um exorcismo mal feito por Constantine. Agora adulta, ela está determinada a subir ao topo da cadeia alimentar do inferno.
- LaMonica Garrett aparece como Mobius / Anti-Monitor (temporada 5) e Mar Novu / Monitor (temporada 4):

Um Multiversal testando diferentes Terras no multiverso, em preparação para uma iminente "crise". Garrett é creditado no elenco principal apenas em "Crise nas Terras Infinitas, Parte 5". Ele também interpreta o Anti-Monitor, o oposto polar do Monitor, um versão do mal dedicado ao fim do multiverso.
- Shayan Sobhian como Behrad Tarazi (temporadas 6 e 7, convidado na temporada 4 e recorrente na temporada 5):

O irmão de Zari Tomaz, que, durante o final da quarta temporada, ressuscitou, substituindo Zari na equipe, após Zari alterar a linha do tempo. Na quinta temporada, ele foi morto por Átropos, mas ressuscitou mais uma vez, e agora é um portador permanente do totem do ar junto com sua irmã, Zari Tarazi, a versão de Zari criada quando a história mudou.
- Adam Tsekhman como Gary Green (temporadas 6-7, recorrente nas temporadas 3-5):

Gary Green era um Agente da Agência do Tempo servindo sob o Diretor Rip Hunter quando foi fundado com o objetivo de proteger e preservar a linha do tempo. Depois que Rip Hunter foi preso e removido do cargo por violar o Código do Time Bureau, Gary Green serviu sob o comando da Agente e, posteriormente, a Diretora Ava Sharpe como seu Agente da Agência do Tempo mais leal e frequentemente obcecado. Depois de ser facilmente manipulado pelo Diretor Sharpe, John Constantine e as Lendas, além de ser maltratado por eles, Gary trai a equipe e se junta a Neron e Tabitha em sua missão para trazer os demônios e os habitantes do Inferno para a Terra. No entanto, depois de ver que Neron e Tabitha não se importam com ele, Gary lamenta sua decisão e se junta às Lendas; ajudando-os a destruir Neron e Tabitha para sempre. Por suas ações, Gary se torna um membro de meio período das Lendas e se torna o aprendiz de feiticeiro de John Constantine. Gary e seu Mestre John Constantine continuam a ajudar as Lendas, juntando-se a eles para resgatar Astra Logue do Inferno e impedir os Encores e os malvados Fates Lachesis e Atropos de escravizar a humanidade. Quando Charlie deixa as Lendas após a equipe derrotar Lachesis e Atropos, Gary Green se torna um membro em tempo integral das Lendas e se junta a eles junto com John Constantine.

## Produção

### Desenvolvimento
Em janeiro de 2015, Greg Berlanti afirmou que havia conversas "bem prematuras" sobre uma série derivada adicional centrada em Ray Palmer / Átomo, personagem de Arrow interpretado por Brandon Routh. Em fevereiro de 2015, foi revelado que uma série derivada, descrita como uma união de super-heróis, estava em discussão pela The CW para uma estreia entre 2015 e 2016. Greg Berlanti, Andrew Kreisberg, Marc Guggenheim e Sarah Schechter seriam produtores executivos. A série seria encabeçada por vários personagens recorrentes de Arrow e The Flash, incluindo Ray Palmer / Átomo, Leonard Snart / Capitão Frio, interpretado por Wentworth Miller e Martin Stein / Nuclear, interpretado por Victor Garber. Caity Lotz, que interpreta Sara Lance / Canário Branco também estaria entre o elenco principal. Os produtores disseram que outros personagens de Arrow e The Flash poderiam aparecer, e que a série teria "três grandes personagens da DC Comics que nunca apareceram em uma série de televisão".
Em março de 2015, Stephen Amell, que interpreta Oliver Queen / Arqueiro Verde em Arrow, confirmou que a série iria ao ar entre 2015 e 2016. Andrew Kreisberg afirmou que mais detalhes sobre a natureza da série seriam revelados ao final da terceira temporada de Arrow, especificamente porque Caity Lotz iria aparecer, já que sua personagem, Sara Lance / Canário Branco, havia sido morta no início da terceira temporada. Greg Berlanti também afirmou que havia uma razão particular para a outra metade do Nuclear, Ronnie Raymond, interpretado por Robbie Amell, não ter sido mencionada no anúncio do elenco. Sobre a proposta da série, Greg Berlanti afirmou que o objetivo é torná-la parecida com os episódios que misturam os personagens de Arrow e The Flash. Ele também afirmou que os produtores focariam em "nos certificar que o vilão que nós tenhamos na série também seja distinto... outro grande personagem que ainda não foi usado". Ainda em março, foi anunciado que Dominic Purcell reprisaria o papel de Mick Rory / Onda Térmica na série, e Blake Neely, compositor das trilhas sonoras de Arrow e The Flash, também iria compor para a série. Ao final do mês, Arthur Darvill foi anunciado como Rip Hunter, um dos personagens da DC Comics nunca antes vistos na televisão, enquanto Ciara Renée foi anunciada como Kendra Saunders / Mulher-Gavião. Em abril de 2015, em um artigo para a Variety sobre o MipTV, é dito que o título da série seria Legends of Tomorrow, apesar de, na época, isso não ter sido confirmado pelos desenvolvedores. Também no mesmo mês, Franz Drameh foi anunciado como Jefferson Jackson, a nova metade do Nuclear. Em maio de 2015, foi confirmado que Caity Lotz interpretaria a Canário Branco, já que sua personagem havia ressuscitado em Arrow.
Em maio de 2015, Victor Garber revelou que as filmagens da primeira temporada começariam em agosto de 2015, para estrear em janeiro de 2016. Ele também disse que os responsáveis pela The CW ficaram "impressionados" quando o projeto da série foi mostrado a eles, e que transformaram o projeto em série logo de cara. Em 7 de maio de 2015, a emissora confirmou oficialmente o título oficial da série, "Legends of Tomorrow". Ainda em maio de 2015, Ciara Renée revelou que ela e outros novos membros do elenco apareceriam no episódio final da primeira temporada de The Flash, intitulado "Fast Enough".

### Filmagem
Em maio de 2015, Garber revelou que as filmagens começariam em agosto de 2015, para uma estreia em janeiro de 2016. A série fez uma apresentação para a vitrine inicial da rede, que foi filmada ao longo de uma noite e dirigida por Dermott Downs, veterano diretor de Arrow e The Flash. As filmagens da série começaram em 9 de setembro de 2015, em Vancouver, Colúmbia Britânica. O diretor/produtor Glen Winter discutiu em uma entrevista em janeiro de 2016 com a Comic Book Resources o processo de filmagem dos principais elementos do piloto da série,
A nova faceta de Legends era que não havia nenhum ator nº 1 na folha de chamadas. Existem sete ou oito pistas. Para mim, essa foi a parte intimidadora. Eu não estava tão preocupado com a ação e o tom como estava em discutir todas essas personalidades e descobrir como elas funcionam juntas. Ou como filmar uma cena com oito pessoas no Waverider, dia após dia. 
Ele afirmou o estilo de filmagem em série no estúdio, em vez de filmar predominantemente no palco,
Como é típico em qualquer piloto, na maioria das vezes você filma mais na locação. Como você não sabe necessariamente se vai assistir a um show, eles não querem investir muito dinheiro na infraestrutura, então você acaba gravando mais na locação. O único estúdio que foi construído foi o da  Waverider. Dito isto, porque sabíamos que havia uma pique para o show, não era um piloto convencional. Todos os recursos de construção foram para o Waverider. Isso continua na série. Eu não acho que eles tendem a construir muito. Eu acho que eles tendem a adaptar locais, porque há muitas viagens no tempo e tantas épocas a serem criadas. 

## Exibição
Legends of Tomorrow estreou nos Estados Unidos em 21 de janeiro de 2016, e a primeira temporada consistiu em dezesseis episódios. A estreia da série na Austrália foi anunciada originalmente em 20 de janeiro de 2016, mas foi adiada para 22 de janeiro. Começou a ser exibido no Reino Unido em 3 de março de 2016.

## Recepção

### Resposta da crítica
| Temporada | Temporada | Resposta da crítica | Resposta da crítica |
| Temporada | Temporada | Rotten Tomatoes     | Metacritic          |
| --------- | --------- | ------------------- | ------------------- |
|           | 1         | 65% (36 reviews)    | 58 (22 reviews)     |
|           | 2         | 88% (10 reviews)    | —                   |
|           | 3         | 88% (8 reviews)     | —                   |
|           | 4         | 98% (5 reviews)     | —                   |
|           | 5         | 99% (13 reviews)    | —                   |

O piloto foi bem avaliado pelo seu potencial. Russ Burlingame, do ComicBook.com, elogiou dizendo: "A série oferece um piloto nítido e agradável que é sem dúvida o mais atraente e divertido de todos os shows atuais de super-heróis". Jesse Schedeen, da IGN, deu a primeira parte do episódio piloto a nota de 7,7/10, elogiando o "escopo épico", a "dinâmica dos personagem divertidos" e o desempenho de Arthur Darvill; e deu à segunda parte do piloto uma nota de 8,4/10, dizendo que "melhorou seu segundo episódio graças à grande dinâmica dos personagens e à ação de super-heróis".
No entanto, a avaliação do site Rotten Tomatoes deu para a série um índice de apenas 65% de aprovação dos críticos e com uma classificação média de 6,42/10 baseado em 36 comentários. O site disse: "Efeitos extravagantes, nostalgia dos quadrinhos e um elenco atraente ajudam a mantê-lo à tona, mas Legends of Tomorrow sofre com um elenco sobrecarregado de personagens que contribuem para uma tela perturbadora e lotada."  O Metacritic, que usa uma média ponderada, atribuiu uma pontuação de 58/100 com base em comentários de 22 críticos, o que indica "críticas mistas ou médias".
O Rotten Tomatoes deu à segunda temporada da série um índice de 88% de aprovação dos críticos, com uma classificação média de 6,97/10, baseado em 10 comentários. O site disse: "Embora a narrativa permaneça ambiciosa demais, Legends of Tomorrow desfruta de um arco criativo mais livre com a remoção de personagens problemáticos".
A terceira temporada da série possui um índice de 88% de aprovação dos críticos no Rotten Tomatoes, e com uma classificação média de 7,95/10 baseado em 15 comentários. O site disse: "Legends of Tomorrow clareia o tom em sua terceira temporada, destacando enredos aventureiros e um senso de humor distinto". Enquanto o IGN atribuiu à temporada uma classificação de aprovação de 8,1/10, afirmando: "Quando Legends of Tomorrow funciona, é facilmente um dos melhores shows de super-heróis da televisão (se não os shows em geral) Infelizmente, embora a terceira temporada tenha atingido alguns picos impressionantes, também nos deu algumas das parcelas mais fracas da série. sua incapacidade de criar um conflito digno desse elenco de heróis desajustados e que lança uma sombra que permanecerá quando a série voltar para a quarta temporada".

### Audiência
| Temporada | Horário (ET)                               | Episódios | Primeira exibição     | Primeira exibição   | Última exibição    | Última exibição     | Méd. audiência (milhões) | Adultos de 18–49 anos (média) |
| Temporada | Horário (ET)                               | Episódios | Data                  | Audiência (milhões) | Data               | Audiência (milhões) | Méd. audiência (milhões) | Adultos de 18–49 anos (média) |
| --------- | ------------------------------------------ | --------- | --------------------- | ------------------- | ------------------ | ------------------- | ------------------------ | ----------------------------- |
| 1         | Quintas 20:00                              | 16        | 21 de janeiro de 2016 | 3.21                | 19 de maio de 2016 | 1.85                | 3.16                     | 1.2                           |
| 2         | Quintas 20:00 (1-8) Terças 21:00 (9-17)    | 17        | 13 de outubro de 2016 | 1.82                | 4 de abril de 2017 | 1.52                | 2.57                     | 0.9                           |
| 3         | Terças 21:00 (1-9) Segundas 20:00 (10-18)  | 18        | 10 de outubro de 2017 | 1.71                | 9 de abril de 2018 | 1.41                | 2.24                     | 0.8                           |
| 4         | Segundas 21:00 (1-8) Segundas 20:00 (9-16) | 16        | 22 de outubro de 2018 | 1.00                | 20 de maio de 2019 | 1.05                | 1.49                     | 0.5                           |
| 5         | Terças 21:00                               | 14        | 21 de janeiro de 2020 | 0.72                | 2 de junho de 2020 | 0.73                | 1.35                     | 0.4                           |

### Prêmios e indicações
| Ano  | Prêmio             | Categoria                                                        | Nomeado(s)                                                                        | Resultado | Ref.   |
| ---- | ------------------ | ---------------------------------------------------------------- | --------------------------------------------------------------------------------- | --------- | ------ |
| 2016 | Saturn Awards      | Best Superhero Adaption Television Series                        | Legends of Tomorrow                                                               | Indicado  | [ 93 ] |
| 2016 | The Joey Awards    | Young Actor in a TV Series Featured Role 6–10 Years              | Glen Gordon                                                                       | Venceu    | [ 94 ] |
| 2016 | The Joey Awards    | Young Actor in an Action TV Series Guest Starring/Principal Role | Aiden Longworth                                                                   | Indicado  | [ 94 ] |
| 2016 | The Joey Awards    | Young Actor in an Action TV Series Guest Starring/Principal Role | Cory Gruter-Andrew                                                                | Indicado  | [ 94 ] |
| 2016 | The Joey Awards    | Young Actor in an Action TV Series Guest Starring/Principal Role | Mitchell Kummen                                                                   | Venceu    | [ 94 ] |
| 2016 | The Joey Awards    | Young Actor in a TV Series Recurring Role 6–9 Years              | Kiefer O'Reilly                                                                   | Venceu    | [ 94 ] |
| 2017 | Leo Awards         | Best Direction in a Dramatic Series                              | David Geddes                                                                      | Indicado  | [ 95 ] |
| 2017 | Leo Awards         | Best Visual Effects in a Dramatic Series                         | Armen V. Kevorkian, Meagan Condito, Rick Ramirez, Andranik Taranyan, James Rorick | Indicado  | [ 95 ] |
| 2017 | Leo Awards         | Best Sound in a Dramatic Series                                  | Kristian Bailey                                                                   | Venceu    | [ 95 ] |
| 2018 | Saturn Awards      | Best Superhero Adaptation Television Series                      | Legends of Tomorrow                                                               | Indicado  | [ 96 ] |
| 2018 | Teen Choice Awards | Choice TV Actress: Action                                        | Caity Lotz                                                                        | Indicado  | [ 97 ] |
| 2019 | Teen Choice Awards | Choice TV Show: Action                                           | Legends of Tomorrow                                                               | Indicado  |        |
| 2019 | Teen Choice Awards | Choice TV Actor: Action                                          | Brandon Routh                                                                     | Indicado  |        |
| 2019 | Saturn Awards      | Best Superhero Television Series                                 | Legends of Tomorrow                                                               | Indicado  |        |

## Home media
| Temporada completa | Datas de lançamento do DVD/Blu-ray | Datas de lançamento do DVD/Blu-ray | Datas de lançamento do DVD/Blu-ray | Material adicional |
| Temporada completa | Região 1/A                         | Região 2/B                         | Região 4/C                         | Material adicional |
| ------------------ | ---------------------------------- | ---------------------------------- | ---------------------------------- | --- |
| 1                  | 23 de agosto de 2016               | 29 de agosto de 2016               | 31 de agosto de 2016               | - Painel da Comic-Con de 2015 - The Wave Rider - Legends of Tomorrow: História em preparação - Hex Marks The Spot - Cenas deletadas - Gag reel                     |
| 2                  | 15 de agosto de 2016               | 14 de agosto de 2016               | 16 de agosto de 2016               | - Painel da Comic-Con de 2016 - Allied: The Invasion Complex (DC's Legends of Tomorrow) - Cenas deletadas - Gag reel                                               |
| 3                  | 25 de setembro de 2016             | 24 de setembro de 2016             | 26 de setembro de 2016             | - O melhor dos painéis das séries da DC da Comic-Con de 2017 - Todos os quatro episódios do crossover Crise na Terra-x - Por dentro do crossover: Crise na Terra-X |

## Universo compartilhado
Em maio de 2015, Renée fez uma participação especial no episódio final da primeira temporada de The Flash, "Rápido o Suficiente", e depois apareceu na segunda temporada do programa em novembro de 2015. Em julho de 2015, Guggenheim revelou que a ressurreição de Sara Lance aconteceria nos primeiros episódios da quarta temporada de Arrow, com os eventos dos oitavos episódios de Arrow e The Flash - que eram um evento crossover - sendo usados como preludio para introduzir outros personagens de Legends of Tomorrow. Franz Drameh foi apresentado como a nova outra metade de Nuclear no quarto episódio da segunda temporada de The Flash. Crump, Hentschel e James estreiam nos episódios crossover da segunda temporada de The Flash e da quarta temporada de Arrow. Em novembro de 2016, o elenco de Legends of Tomorrow apareceu em The Flash e Arrow como parte do crossover de três partes "Invasão!"; os episódios de crossover também tiveram aparições de Melissa Benoist, reprisando seu papel como Kara Danvers / Supergirl da série de TV Supergirl.